# Max Bilen
 (avril 2013).
Si vous disposez d'ouvrages ou d'articles de référence ou si vous connaissez des sites web de qualité traitant du thème abordé ici, merci de compléter l'article en donnant les références utiles à sa vérifiabilité et en les liant à la section « Notes et références ».
Max Bilen, né le 16 octobre 1916 à Thessalonique en Grèce et mort en 1995, est un journaliste, écrivain, poète et professeur de littérature française.

## Biographie
Après le lycée de Galatasaray, Max Bilen poursuit des études supérieures en philosophie (Prof. Hans Reichenbach) et en lettres françaises (Prof. Erich Auerbach) à la Faculté des lettres de l'université d'Istanbul.
Il commence sa carrière littéraire comme journaliste, traducteur au Journal d'Orient à Istanbul (il publie un florilège de poésie turque (en) dans le Journal des Poètes de Bruxelles) et fréquente le milieu littéraire de l'ancienne capitale ottomane. Il est alors directeur du lycée juif d'Istanbul (tr) (1947-1949) et professeur de français. Il sera ensuite directeur du bureau de presse de la légation d'Israël en Turquie (1951-1958) et conseiller de presse près l'Union des chambres de commerce et d'industrie de Turquie (en).
Arrivé en Israël dans les années 1960, après avoir été conseiller culturel auprès de l’ambassade de Turquie, il entame sur le tard une carrière universitaire marquée par la triple recherche sur l'écriture du mythe dans la littérature moderne, l'ontologie du poétique et la francophonie. Il sera professeur de langue et littérature turques à l'Institut des langues orientales (1962) de l'université de Tel Aviv puis professeur de littérature française aux universités de Tel Aviv (depuis 1965) et de Haïfa (depuis 1973).
Il est docteur en littérature française de l'université Paris X en 1967, et docteur ès lettres (docteur d'État) de la même université en 1975.
Exégète de Jabès, de Bataille, de Blanchot et de Kafka dont ses récits prennent souvent l'allégorisme, il évoque un monde où l'angoisse et la cruauté souvent abstraite ont la fonction démoniaque ou tragique de provoquer et de ramener à l'humain.
Il participe de 1983 à 1988 à la rédaction de la revue Approches (cahiers israéliens de poésie et de critique) qui publient sous sa signature les premières études sur la littérature israélienne francophone.

### Essais et publications
- Hilmi Ziya Ülken (tr), La pensée de l'Islam. Traduction française par Gauthier Dubois, Max Bilen et l'auteur. Istanbul, Veoihi Gork[Quoi ?], 1953.
- Dialectique créatrice et structure de l'œuvre littéraire. Paris, Vrin, 1971.
- Écriture et initiation. Paris, Presses universitaires de Lille/Champion, 1977.
- Le sujet de l'écriture. Paris, Gréco, 1989.
- Jabès, du déchirement à l’unité. Seyssel, Éditions Champ Vallon, 1989.
- Le Mythe de l’écriture, textes réunis par Jean-Jacques Wunenburger, Paradigme/Varia 22, 1999.

### Études, articles et récits
- Introduction à la méthode de Paul Valéry (« Didactique, » Presses de l'Université de Tel Aviv, 1972).
- Maurice Blanchot et  l'œuvre initiatique (Université hébraïque de Jérusalem, 1976).
- Poésie, Érotisme et Mystique chez Marcel Proust (Keshet, Tel Aviv, 1975).

### Poésie et prose
- Quatre poèmes traduits du turc (Un demi-siècle de poésie, Bruxelles, 1963).
- Le gouffre (traduit en hébreu). Tel Aviv, revue Keshet (he), 1964
- Poèmes. (Poésie Toute, Toulouse, 1980).
- La porte. (Poésie Toute, Toulouse, 1980).
- Le toit. Paris-Tel Aviv, Revue Levant, 1991.
- Les caisses. Jérusalem, Revue Ariel, 1992.

## Sources
- Journal Haaretz du 27 octobre 1995
- Archives de l'université de Tel Aviv
- État civil de Tel Aviv
- Université Paris X Nanterre